# Castlevania: Order of Ecclesia
Castlevania: Order of Ecclesia är ett Nintendo DS-spel i företaget Konamis välkända Castlevania-serie som släpptes den 30 januari 2009 i Europa. Spelet drar nytta av anslutningen mellan DS och Nintendo Wii med Castlevania: Judgement, som låser upp innehåll till båda spelen.

## Översikt
Spelet utspelas efter Castlevania: Symphony of the Night. Vi befinner oss vid 1800-talets mitt. Richter Belmont har försvunnit, och ingen står i vägen för Dracula och hans anhängare. Flera grupper av människor bildas för att föra kampen mot den onde greven. Den mest framgångsrika gruppen är Order of Ecclesia med sin största (kvinnliga) kämpe, Shanoa.